# Gouvernement Ávila Camacho
Cet article présente la composition du gouvernement mexicain sous le président Manuel Ávila Camacho, il est l'ensemble des secrétaires du gouvernement républicain du Mexique. Il est ici présenté dans l'ordre protocolaire. Actuellement les membres du gouvernement exécutif du Mexique ne prennent pas le titre de ministre mais celui de secrétaire.

## Liste des secrétaires
| - Secrétaire du Gouvernement du Mexique - (1940 - 1945): Miguel Alemán Valdés - (1945 - 1946): Primo Villa Michel - Secrétaire des Relations Extérieures du Mexique - (1940 - 1945): Ezequiel Padilla - (1945 - 1945): Ernesto Hidalgo - (1945 - 1946): Francisco Castillo Nájera - Secrétaire de la Défense Nationale du Mexique - (1940 - 1942): Pablo Macías Valenzuela - (1942 - 1945): Lázaro Cárdenas del Río - (1945 - 1946): Francisco Luis Urquizo - Secrétaire de la Marine du Mexique - (1940 - 1946): Heriberto Jara Corona - Secrétaire des Finances et du Crédit Public du Mexique - (1940 - 1946): Eduardo Suárez - Secrétaire de l'Économie Nationale du Mexique - (1940 - 1944): Francisco Javier Gaxiola - (1944 - 1946): Julio Serrano - Secrétaire de l'Agriculture et de la Promotion du Mexique - (1940 - 1946): Marte Rodolfo Gómez | - Secrétaire de l'Éducation Publique du Mexique - (1940 - 1941): Luis Sanchéz Pontón - (1941 - 1943): Octavio Véjar Vázquez - (1943 - 1946): Jaime Torres Bodet - Secrétaire des Communications et des Œuvres Publiques du Mexique - (1940 - 1941): Jesús de la Garza - (1941 - 1945): Maximino Ávila Camacho - (1945 - 1946): Pedro Martínez Tornel - Secrétaire de la Salubrité et de l'Assistance du Mexique - (1940 - 194): Gustavo Baz - Secrétaire du Travail et de la Prévision Sociale du Mexique - (1940 - 1946): Ignacio García Téllez - Département du District Fédéral du Mexique - (1940 - 1946): Javier Rojo Gómez - Procureur général de la République du Mexique - (1940 - 1946): José Aguilar y Maya |